# Batalha de Pamplona
A Batalha de Pamplona ocorreu em 20 de maio de 1521, durante a Guerra Italiana de 1521-1526, envolvendo o rei Francisco I de França e seu adversário Carlos I de Espanha, com quem disputava desde a candidatura de ambos para Imperador do Sacro Império Romano-Germânico, eleição vencida pelo segundo.

## Conjuntura

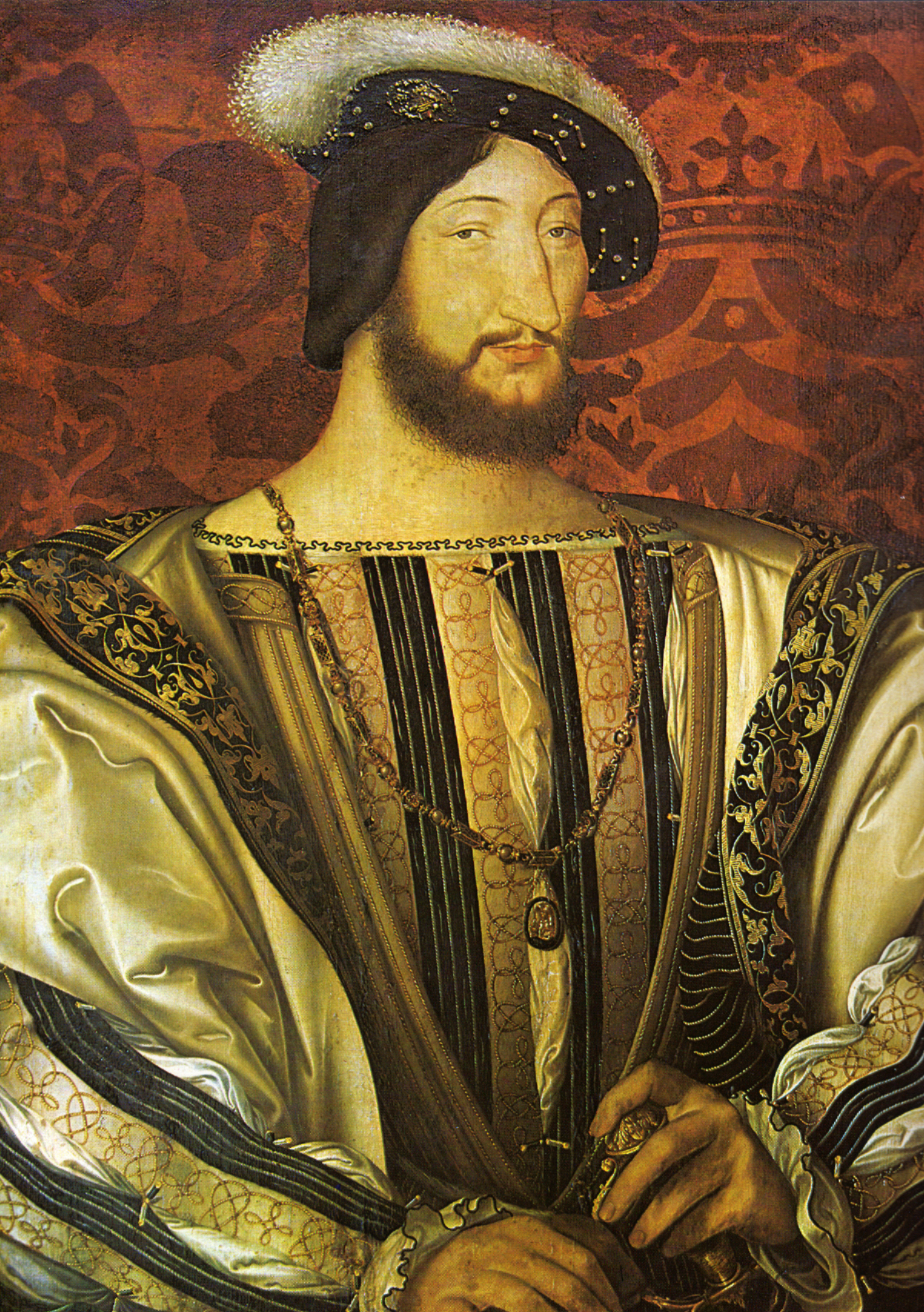
Francisco I de França, pintado por Jean Clouet. Francisco, em sua ambição de chegar a ser Imperador do Sacro Império, levou a Europa à guerra. De mentalidade medieval, chegou a desafiar, para duelo, o Marquês de Pescara e o próprio Imperador Carlos.

Navarra havia sido um reino independente até 1516, quando foi então incorporada a Castela e passara a ser governada por Vice-reis - mas sem deixar de existir um partido que ansiava retornar ao status quo ante.
Sucedendo ao imperador  Maximiliano I, Carlos torna-se não apenas herdeiro dos domínios recém-unificados de Espanha, mas senhor de vastos territórios que incluem o Império Germânico, possessões na Itália e inúmeras possessões que cercam a França, como os Países Baixos; esta torna-se menos extensa, mas conta com a vantagem de ter suas forças concentradas num só território, além de uma monarquia consolidada e poderosa. Outros problemas afetam o imperador: nos principados germânicos, começam a proliferar as idéias da Reforma; nos limites, as forças dos turcos otomanos.
Em dezembro de 1520 os franceses começaram a planejar a guerra. Francisco não desejava atacar abertamente a Carlos, pois Henrique VIII havia anunciado sua intenção de intervir contra o primeiro que rompesse a frágil paz. Em vez disso, deu mais apoio secreto a incursões dentro do território imperial e espanhol. Foi organizado um ataque pelo rio Mosa, sob o comando de Robert de la Marck. Os planos franceses logo se mostraram inapropriados depois da intervenção de Henrique de Nassau, que tolheu a ofensiva do Mosa.

## A batalha
Henrique II de Navarra, contou com a ajuda de treze mil soldados franceses para recuperar o reino que havia sido conquistado por Fernando II de Aragão em 1512; o contra-ataque navarro-gascão foi capitaneado por Andrés de Foix, Senhor de Asparrots.
As operações foram supridas e financiadas pelos franceses, que negavam toda a responsabilidade. Em Navarra, enquanto a população se sublevava contra a invasão gasconha-aragonesa, entrava o exército navarro-gascão sob comando do general Asparrots.
Apesar da resistência do Vice-rei Antonio Manrique de Lara, duque de Nájera o reino foi libertado em pouco tempo.
O franceses entraram na cidade, enquanto o Vice-rei buscava encontrar reforços em Castela. Tropas leais ao Imperador permaneceram entrincheiradas num castelo e foi ali que, no dia 24 de maio, foi ferido a bala de canhão Iñigo Lopez de Loyola - que viria a ser o Santo Inácio de Loyola, até então entregue à vida livre de soldado, ferimento este que o levou a rever sua vida e, poucos anos mais tarde, fundar a Ordem dos Jesuítas. A fortaleza, então, caiu em domínio inimigo e Inácio feito prisioneiro.

## Reação
O ataque francês em Pamplona, e depois atravessando toda Navarra e efetuando o cerco a Logroño, provocou uma reação inesperada: a união dos povos hispânicos, divididos em muitos partidos, contra o invasor francês.
O exército castelhano reagiu enviando reforços de trinta mil homens bem equipados, enfrentando nas proximidades de Pamplona as tropas franco-navarras, que eram três vezes menos numerosas, na Batalha de Esquiroz, em 30 de junho de 1521, sendo esta determinante para o controle espanhol de Navarra pela Espanha.

## Participantes
Além de Santo Inácio, a família de outro santo católico acabou expulsa de Navarra, quando do fim da guerra, que foi São Francisco Xavier e que, junto a ele, fundou a Companhia de Jesus.